# ヴィッラルフォンシーナ
ヴィッラルフォンシーナ（イタリア語: Villalfonsina）は、イタリア共和国アブルッツォ州キエーティ県にある、人口約1,000人の基礎自治体（コムーネ）。

## 地理

### 位置・広がり

#### 隣接コムーネ
隣接するコムーネは以下の通り。
- カザルボルディーノ
- トリーノ・ディ・サングロ